# Evangelisch-reformierte Kirche Westminster Bekenntnisses
De Evangelisch-reformierte Kirche (Westminster Bekenntnisses) (ERKWB) is een klein reformatorisch kerkverband in Zwitserland en Oostenrijk. Het kerkverband is in 1984 opgericht te Neuhofen an der Krems. In 1998 werd een gemeente gesticht te Rankweil, in 2005 in het Zwitserse Winterthur en in 2008 te Bazel. Tot slot volgde in 2009 een gemeente te Wenen. Alle vijf gemeenten bij elkaar tellen circa 150 leden. De grootste gemeente is Rankweil. De aanduiding Westminster Bekenntnisses achter de naam van het kerkverband duidt aan dat de Westminster Confessie van 1646 als grondslag wordt gebruikt. Het kerkverband is deels afhankelijk van Nederlandse steun. De ERKWB is de enige reformatorische kerk in Oostenrijk.
De ligging van het kerkverband is te vergelijken met orthodox gereformeerden en bevindelijk gereformeerden in Nederland. In Oostenrijk en Zwitserland vallen de in Nederland voorkomende verschillen tussen deze richtingen geheel weg. Het kerkverband wordt vooral gesteund door de Gereformeerde Kerken vrijgemaakt, echter op 1 augustus 2010 is de in Oostenrijk geboren Hersteld Hervormde predikant ds. Meuleman bevestigd in Neuhofen an der Krems.   
De kerkdiensten zijn sober, gezongen wordt uit de psalmberijming van 1808. 